# Foot of Ten
Foot of Ten est une census-designated place située dans le comté de Blair, dans le Commonwealth de Pennsylvanie, aux États-Unis. Sa population s’élevait à 672 habitants lors du recensement de 2010.